# Alcolea
Alcolea là một đô thị thuộc tỉnh Almería, in Tây Ban Nha. Đô thị này có diện tích 67 km², dân số năm 2005 là 966 người.

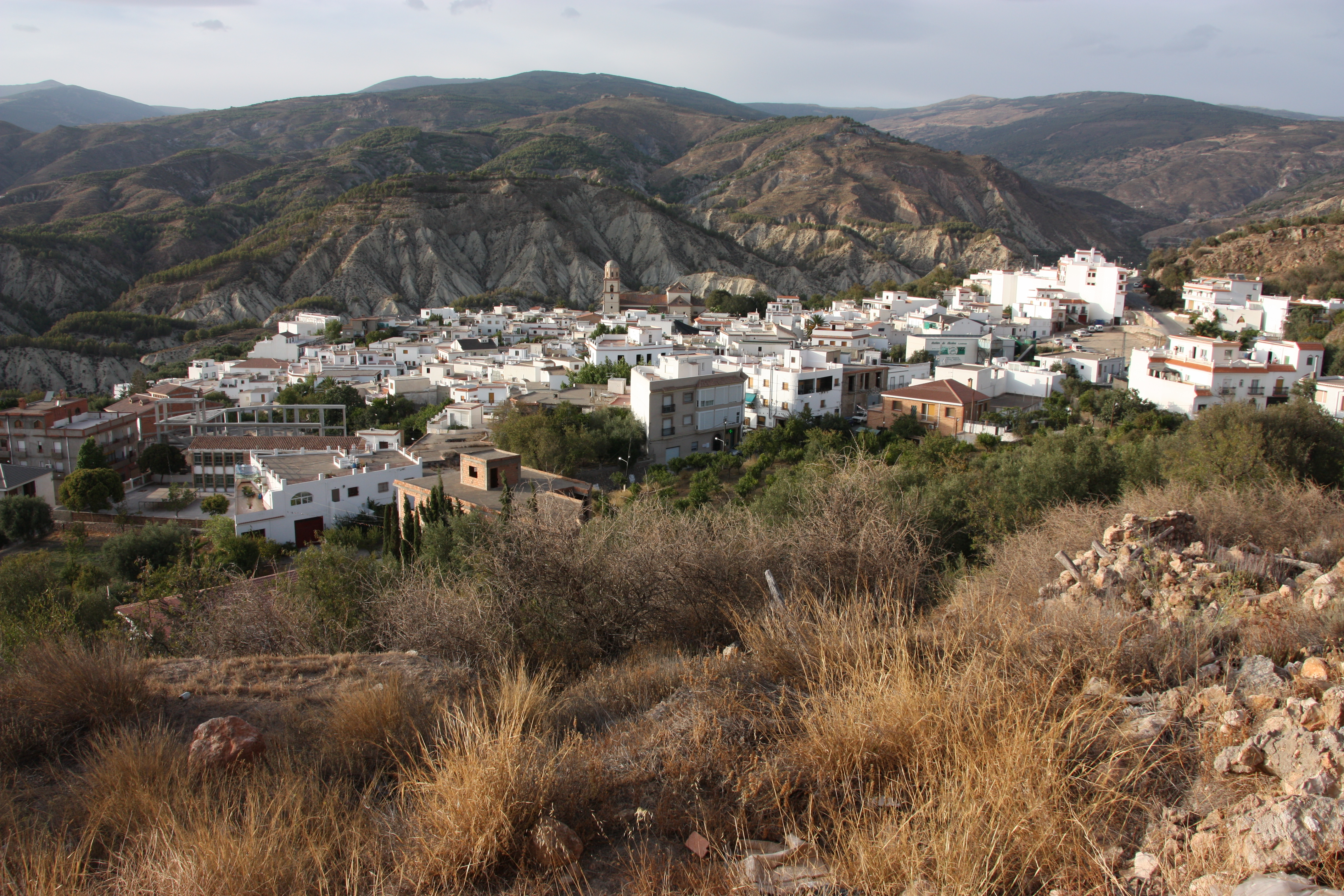
Alcolea nhìn từ đỉnh núi

## Biến động dân số
| 1999 | 2000 | 2001 | 2002 | 2003  | 2004  | 2005 |
| ---- | ---- | ---- | ---- | ----- | ----- | ---- |
| 856  | 903  | 906  | 923  | 1,018 | 1,009 | 966  |

Nguồn: INE (Tây Ban Nha)